# 库尔特·雅恩
库尔特·雅恩（Curt Jahn，1892年2月16日—1966年11月7日）是一位納粹德國陸軍将官，拉脫維亞獨立戰爭期間，库尔特·雅恩是波罗的海后备军的一員。库尔特·雅恩在第二次世界大战期间于意大利伦巴第大区担任指挥官。1945年5月1日，他在米兰以西被俘，被英方关押到1948年5月。